# ニュートン (マサチューセッツ州)

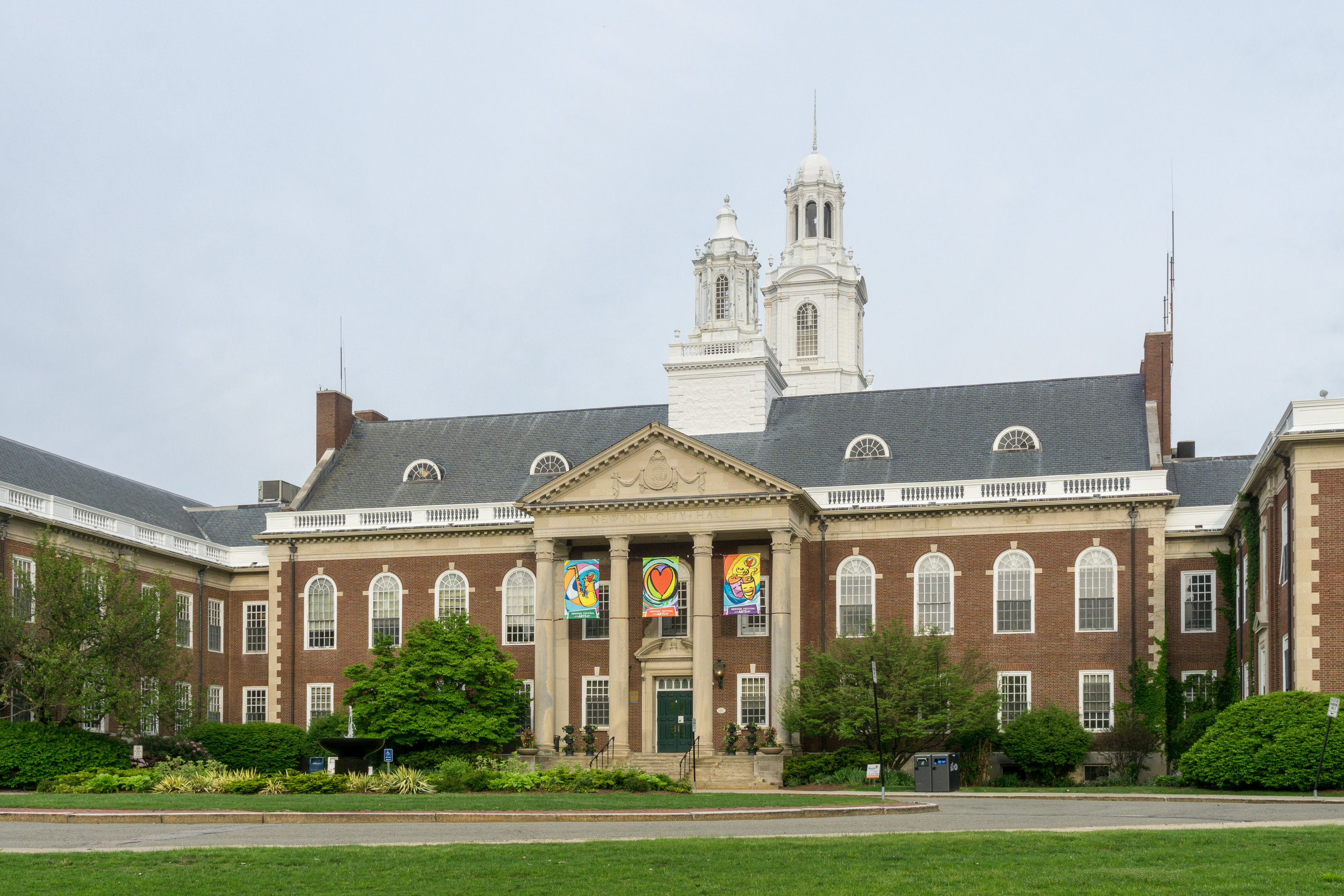
ニュートン市役所

ニュートン（Newton）は、アメリカ合衆国マサチューセッツ州のミドルセックス郡にある都市。ボストンの西に隣接し、ボストン中心部への通勤者が多く住む住宅地となっている。人口は8万8923人（2020年）。
ニュートンは治安の良さで特に有名である。モーガン・クイットノー社の「全米の安全な都市」ランキングでは、同市は2004年、2005年と2年連続で第1位に選ばれた。このランキングは全米の人口75,000人以上の都市を対象に、殺人・強姦・強盗・傷害・夜盗・自動車窃盗の6犯罪の発生率を基にして集計されたものである。毎年、ニュートンとニューヨーク州アマースト市（バッファロー郊外）のどちらが1位になるのかが注目されている。
また、ニュートンはボストンマラソンのコース中の難所、「心臓破りの丘」でも知られる。「心臓破りの丘」はニュートン市庁舎のすぐ近くに位置しており、たくさんの住民や訪問客が応援に駆けつける。
ニュートンは小澤征爾がボストン交響楽団時代に住んでいた街である。

## 歴史
ニュートンは1630年にケンブリッジの一部として創設された。1688年にケンブリッジから独立し、ケンブリッジ・ビレッジ（Cambridge Village）と改称された。さらに1691年にはニュータウン（Newtown）と改称された。現在のニュートンという町名になったのは1766年のことである。1873年には、ニュートンは市に昇格した。
市内のジャクソン・ホームステッド（Jackson Homestead）は、南北戦争前には地下鉄道）の拠点のひとつであった。1809年に農家として建てられたこのフェデラル様式の建物は、現在ではニュートン歴史博物館（Newton History Museum at the Jackson Homestead）となっている。

## 地理

ミドルセックス郡内の位置

ニュートンは北緯42度20分16秒 西経71度12分36秒 / 北緯42.33778度 西経71.21000度（42.337713, -71.209936）に位置している。同市はボストンの西に隣接している。また、市の北側と西側にはチャールズ川が流れており、ニュートンと隣接する都市・町村との市境になっている。
アメリカ合衆国統計局によると、ニュートン市は総面積47.1km²（18.2mi²）である。そのうち46.7km²（18.0mi²）が陸地で0.4km²（0.2mi²）が水域である。総面積の0.82%が水域となっている。  
ニュートンには明確なダウンタウンは無く、13の「ビレッジ」（Village）と呼ばれる地区からなっている。それぞれのビレッジが中心部を有し、郵便局も持っているが、明確なビレッジの境は無い。ニュートン市を構成する13のビレッジは以下の通りである。
- オーバーンデール（Auburndale）
- チェストナット・ヒル（Chestnut Hill） - ボストン、ブライトンとニュートンにまたがる。ボストン・カレッジがキャンパスを構える。
- ニュートン・センター（Newton Centre）
- ニュートン・コーナー（Newton Corner）
- ニュートン・ハイランズ（Newton Highlands）
- ニュートン・ロワー・フォールズ（Newton Lower Falls）
- ニュートン・アッパー・フォールズ（Newton Upper Falls）
- ニュートンビル（Newtonville）
- ノーナンタム（Nonantum） - シルバー・レイク（Silver Lake）とも呼ばれる
- オークヒル（Oak Hill）
- トンプソンビル（Thompsonville）
- ウェイバン（Waban）
- ウェスト・ニュートン（West Newton）

## 交通

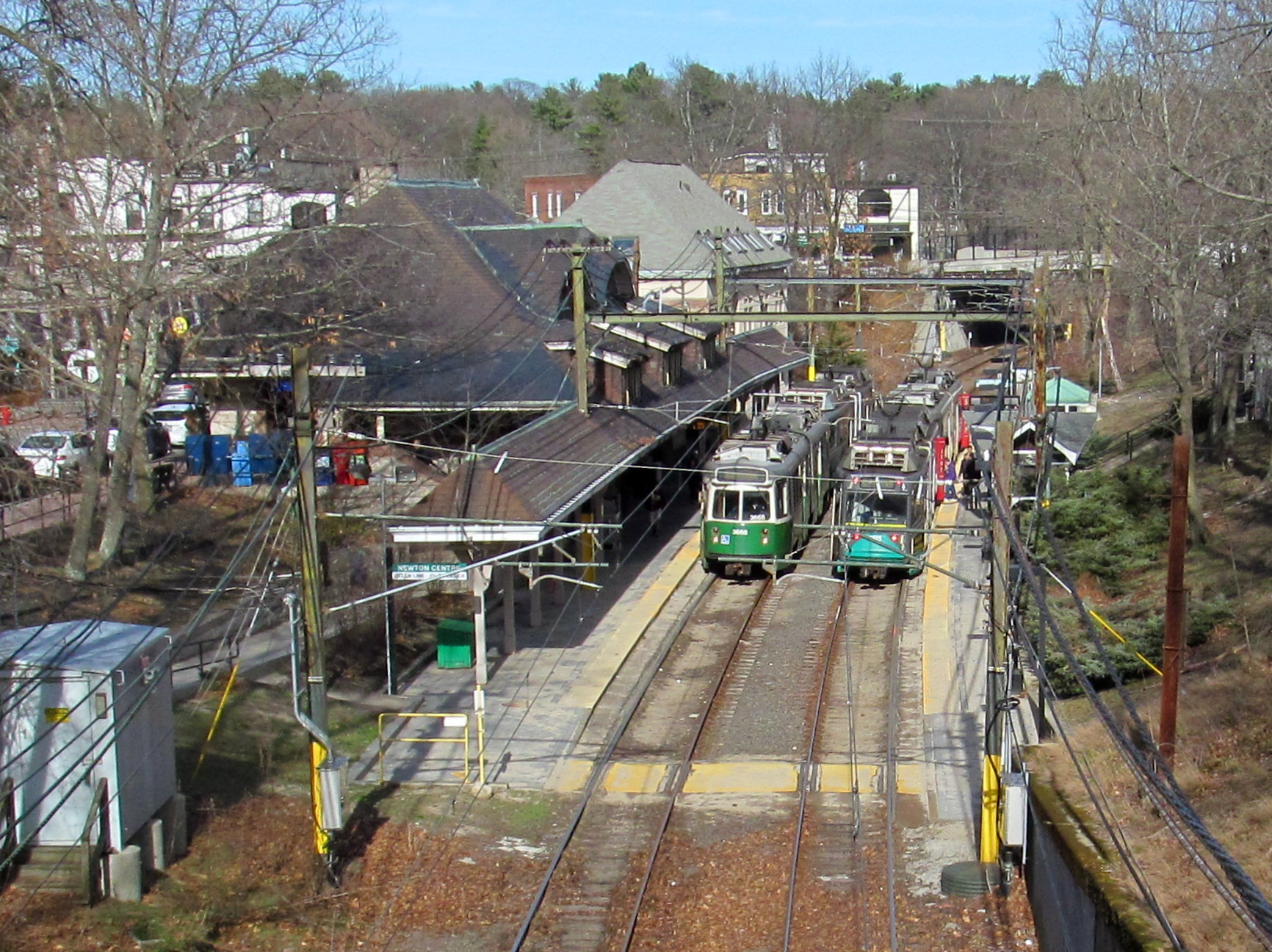
ニュートン・センター駅

マサチューセッツ湾交通局が運営するボストンの地下鉄、グリーンラインD支線がニュートンを通っている。同路線はチェストナット・ヒル、ニュートン・センター、ニュートン・ハイランズ、ウェイバンの各ビレッジに駅を有している。また、市北部のビレッジには同交通局が運営する近郊電車の便がある。このほか、市北部のビレッジにはマサチューセッツ・ターンパイク（Massachusetts Turnpike、州間高速道路I-90の一部）を経由してボストンのダウンタウンへと向かう急行バスの便もある。
市北部をI-90が東西に走っているほか、ボストンの環状道路になっており、大西洋岸の主要都市を結んで南北に走っている幹線の州間高速道路I-95もニュートンを通っている。ニュートン・センターからボストンのダウンタウンまでは約16km、車で所要20分ほどである。

## 人口動勢

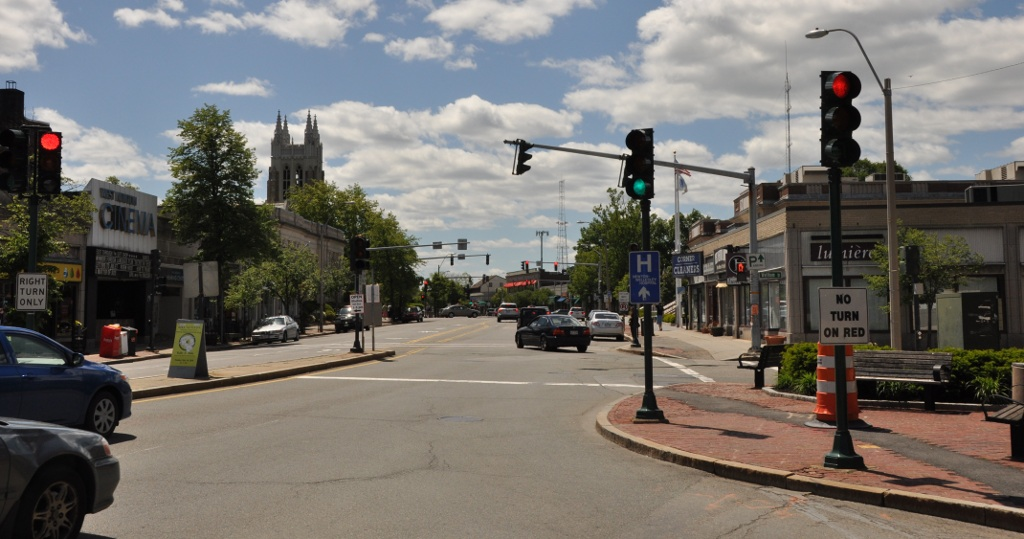
ウェスト・ニュートン

以下は2000年国勢調査における人口統計データである。
| 基礎データ - 人口: 83,829人 - 世帯数: 31,201世帯 - 家族数: 20,499家族 - 人口密度: 1,793.2人/km²（4,643.6人/mi²） - 住居数: 32,112軒 - 住居密度: 686.9軒/km²（1,778.8軒/mi²） 人種別人口構成 - 白人: 88.07% - アフリカン・アメリカン: 1.97% - ネイティブ・アメリカン: 0.07% - アジア人: 7.68% - 太平洋諸島系: 0.03% - その他の人種: 0.71% - 混血: 1.46% - ヒスパニック・ラテン系: 2.52% 年齢別人口構成 - 18歳未満: 21.2% - 18-24歳: 10.3% - 25-44歳: 28.2% - 45-64歳: 25.2% - 65歳以上: 15.1% - 年齢の中央値: 39歳 - 性比（女性100人あたり男性の人口） - 総人口: 86.8 - 18歳以上: 82.7 | 世帯と家族（対世帯数） - 18歳未満の子供がいる: 31.1% - 結婚・同居している夫婦: 55.2% - 未婚・離婚・死別女性が世帯主: 8.0% - 非家族世帯: 34.3% - 単身世帯: 25.5% - 65歳以上の老人1人暮らし: 11.1% - 平均構成人数 - 世帯: 2.51人 - 家族: 3.04人 収入と家計 - 収入の中央値 - 世帯: 86,052米ドル - 家族: 125,289米ドル - 性別 - 男性: 65,565米ドル - 女性: 46,885米ドル - 人口1人あたり収入: 45,708米ドル - 貧困線以下 - 対人口: 4.3% - 対家族数: 2.1% - 18歳未満: 4.8% - 65歳以上: 5.0% |

## 教育

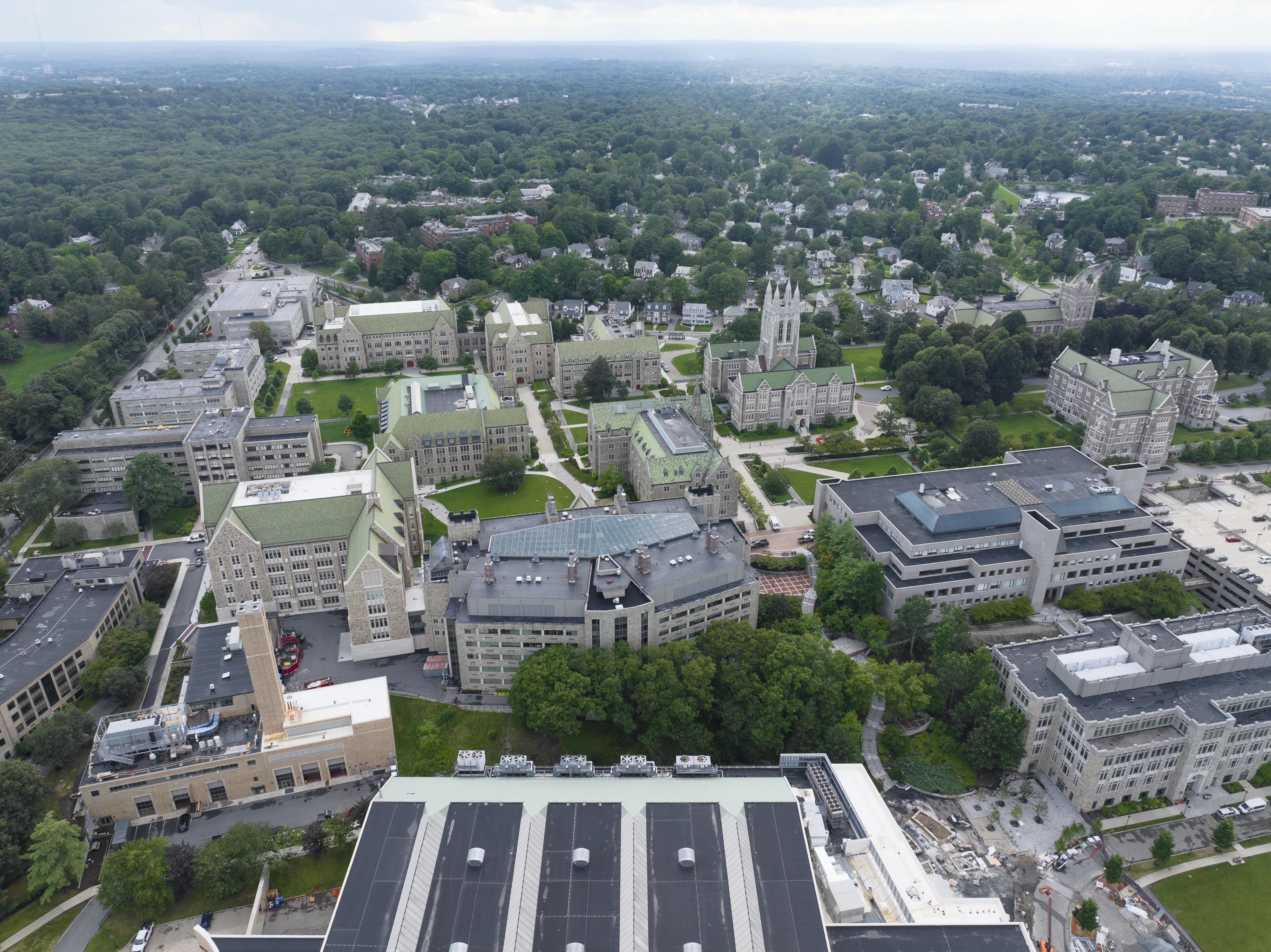
ボストンカレッジ

- ボストンカレッジ
- ニュートン南高等学校